# IPT-0 Bichinho
Die IPT-0 Bichinho war ein Leichtflugzeug des brasilianischen Herstellers Instituto de Pesquisas Tecnologicas (IPT).

## Geschichte und Konstruktion
Die IPT-0 wurde ab 1937 von Frederico A. Brotero und Orton Hoover für das Instituto de Pesquisas Tecnologicas entwickelt. Das Flugzeug ist als Tiefdecker mit festem Spornradfahrwerk und konventionellem Leitwerk ausgelegt. Die Maschine ist vollständig aus Holz gefertigt und hatte eine Reihe technischer Innovationen aufzuweisen, wie etwa die elliptischen Tragflächen. Die vier gebauten Maschinen wurden mit unterschiedlichen Motoren ausgestattet, zum einen mit einem Walter-Micron-I-Reihenmotor mit 44 kW und zum anderen in der Version als IPT-0B Bichinho II mit dem Continental-C-85-12F-Vierzylinder-Boxermotor mit 63 kW. Es sollen auch noch andere Motoren Verwendung gefunden haben. Zudem konnte das eigentlich offene einsitzige Cockpit auch geschlossen werden. Mindestens eine Maschine wurde bis zuletzt beim Rio Clara City Aero Club für Kunstflugtraining verwendet.
Eine IPT-0B Bichinho II flog bis etwa 1988 und wurde dann dem Museu Aerospacial in Rio de Janeiro geschenkt, wo es seit der Restaurierung ausgestellt ist.

## Versionen
- IPT-0 Bichinho – mit Walter-Micron-I-Reihenmotor mit 44 kW ausgestattet. 1 gebaut.[1]
- IPT-0A Bichinho – nichts Näheres bekannt. 1 gebaut.
- IPT-0B Bichinho II – Continental-C-85-12F-Vierzylinder-Boxermotor mit 63 kW ausgestattet. 2 gebaut.[4]

## Technische Daten
| Kenngröße             | Daten (IPT-0B Bichinho II)                                 |
| --------------------- | ---------------------------------------------------------- |
| Besatzung             | 1                                                          |
| Länge                 | 5,60 m                                                     |
| Spannweite            | 6,80 m                                                     |
| Höhe                  | 1,66 m                                                     |
| Flügelfläche          | 5,4 m²                                                     |
| Flügelstreckung       | 8,6                                                        |
| Leermasse             | 260 kg                                                     |
| max. Startmasse       | 480 kg                                                     |
| Reisegeschwindigkeit  | 200 km/h                                                   |
| Höchstgeschwindigkeit | 240 km/h                                                   |
| Dienstgipfelhöhe      | ?                                                          |
| Reichweite            | 800 km                                                     |
| Triebwerke            | 1 × Continental-C-85-12F-Vierzylinder-Boxermotor mit 63 kW |